# Elevador de Boca do Vento
El Elevador de Boca do Vento (en portugués: Elevador da Boca do Vento), es un ascensor público del municipio de Almada, dentro del área metropolitana de Lisboa, en Portugal. Abierto al público en 2000, fue diseñado por el escultor portugués José Aurélio y los arquitectos Fidalgo Mineiro, Helena Moreira y Anabela Felícia. Conecta la parte alta de la Almada Velha (el centro histórico de Almada) con el Jardim do Rio, en el margen del río Tajo, venciendo un desnivel de 50 metros. 
La construcción del ascensor comenzó en 1999 y duró aproximadamente un año. Se inauguró en el año 2000. El ascensor permaneció cerrado desde enero hasta el 19 de febrero de 2022 debido a una avería.